# Provincia de Kanchanaburi
Kanchanaburi (en tailandés: จังหวัดกาญจนบุรี) es una de las setenta y seis provincias que conforman el Reino de Tailandia.

## Geografía
La provincia está situada en el centro-oeste de Tailandia, localizada a 129 km de Bangkok y abarca una superficie total de aproximadamente 19.483 km², siendo la tercera provincia más grande del país después de Nakhon Ratchasima y Chiang Mai. Topográficamente, posee madera y una gran cantidad de bosques de hoja perenne. Esta provincia tailandesa cubre los valles de origen de los ríos Kwae Yai y Kwae Noi (río Kwai), que se funden en la ciudad de Kanchanaburi y allí forman el río Mae Klong.

### Parques nacionales
Son siete los parques nacionales que se encuentran en la zona boscosa de los montes Tenasserim: Erawan, Sai Yok, Khao Laem, Khuean Srinagarindra, Chaloem Rattanakosin y Lam Khlong Ngu. Así como el Santuario de vida silvestre de Thungyai Naresuan, considerado como Patrimonio de la Humanidad por la parte de la UNESCO.

## División administrativa
Kanchanaburi se encuentra subdividida en trece amphoe:
| N.º | Amphoe                     | Thai        |  |
| --- | -------------------------- | ----------- |  |
| 1   | Mueang Kanchanaburi        | เมืองกาญจนบุรี |  |
| 2   | Sai Yok                    | ไทรโยค      |  |
| 3   | Bo Phloi                   | บ่อพลอย      |  |
| 4   | Si Sawat                   | ศรีสวัสดิ์      |  |
| 5   | Tha Maka                   | ท่ามะกา      |  |
| 6   | Tha Muang                  | ท่าม่วง       |  |
| 7   | Thong Pha Phum             | ทองผาภูมิ     |  |
| 8   | Sangkhla Buri              | สังขละบุรี     |  |
| 9   | Phanom Thuan               | พนมทวน      |  |
| 10  | Lao Khwan (Ban Nong Pradu) | เลาขวัญ      |  |
| 11  | Dan Makham Tia             | ด่านมะขามเตี้ย |  |
| 12  | Nong Prue                  | หนองปรือ     |  |
| 13  | Huai Krachao               | ห้วยกระเจา   |  |

## Demografía
| Gráfica de evolución de Provincia de Kanchanaburi entre 1993 y 2021 |
|                                                                     |

La provincia abarca una extensión territorial que ocupa una superficie de unos 19 483.2 km² con una población de 734 394 habitantes (según las cifras del censo realizado en el año 2000). Si se consideran los datos anteriores se puede deducir que la densidad poblacional de esta división administrativa es de treinta y ocho habitantes por kilómetro cuadrado aproximadamente.